# プラス・エクスプレスウェイズ
プラス・エクスプレスウェイズ（PLUS Expressways Berhad MYX: 5052）は、マレーシア最大の高速道路会社である。略してPEBとも呼ばれる。

## 概要
PEBは、マレー半島の南北ハイウェイ、クランバレーエリアの高速道路、フェデラルハイウェイ（高速2号線）を所有している。
その他運営として、マレーシア・シンガポール間のセカンドリンク、南北ハイウェイセントラルリンク（ELITE）、スレンバン・ポートディクソンハイウェイ（SPDH）、ジョホール・シンガポール・コーズウェイ、バターワース・クリムエクスプレスウェイなどのサービスも行っている。また、インドやインドネシアでも道路事業を展開している。